# Ga Lương Sơn (đường sắt Bắc Nam)
Ga Lương Sơn là một nhà ga xe lửa tại xã Vĩnh Lương, thành phố Nha Trang, tỉnh Khánh Hòa. Nhà ga là một điểm trên tuyến đường sắt Bắc Nam tiếp nối sau ga Phong Thạnh và trước ga Nha Trang. Lý trình ga: Km 1302 + 880.